# Миллер, Дмитрий Артурович
Дми́трий Арту́рович Ми́ллер (род. 2 апреля 1972, Мытищи, Московская область, РСФСР, СССР) — российский актёр театра и кино.

## Биография
Дмитрий Миллер родился 2 апреля 1972 года в подмосковном городе Мытищи, в обычной советской семье. Отец — плотник, мать — бухгалтер.
Детство и юность провёл в Мытищах. Учился в обычной школе и не думал, что станет профессиональным актёром. После школы поступил в медицинский техникум.
Однажды поехал в Москву и случайно увидел объявление о наборе студентов в театральную студию. Решил зайти, посмотреть, как проходит прослушивание. Дмитрий великолепно прочитал свой отрывок и был зачислен на курс. Вскоре стал студентом Щепкинского училища.
В 2001 году окончил Высшее театральное училище (институт) имени М. С. Щепкина при Государственном академическом Малом театре России.
Молодой актёр вошёл в группу Московского музыкального театра для детей и юношества «На Басманной», в котором проработал почти четыре года.
Дебютом в большом кино стал полнометражный художественный фильм «Слуга государев» (2007), где актёр исполнил главную роль шевалье Шарля де Брезе на французском языке.
Были и небольшие роли в разных телевизионных фильмах, таких как популярный телесериал «Марш Турецкого».
Затем успешно снялся в сериалах «Next. Следующий», Бальзаковский возраст, или Все мужики сво… (2-й и 3-й сезоны).
Известность и успех пришли с сериалом «Монтекристо» (2008). Затем Миллер появился в комедии «Весельчаки» (2009).
Исполнение главной роли в фильме «Счастливого пути» (2008) принесло Дмитрию несколько наград и номинацию за лучшее исполнение мужской роли на 49-м Международном фестивале телевизионных фильмов «Золотая нимфа» в Монте-Карло. Номинацию разделил с Кевином Спейси. Исполнение роли отца в сериале «Черкизона» (2010) было отмечено призом «Золотой носорог» за лучшее исполнение главной мужской роли.
В 2008 году принял участие в телешоу «Ледниковый период — 2» в паре с Маргаритой Дробязко.
С 2011 года снимается в телесериале «Светофор» на телеканале «СТС», удостоенном в 2012 году премии «ТЭФИ».
В 2013 году вышло ещё два популярных сериала, где Дмитрий Миллер исполняет главные роли — это «Бомбила» и «Склифосовский».

### Личная жизнь
- Жена: актриса Юлия Деллос (род. 3 октября 1971).
- Сын (приёмный) Данил Деллос.
  - Внучка: Мирослава Деллос (2020).
- Дочери-близнецы: Алиса-Виктория и Марианна-Дарина (род. 2014).

## Награды
- 2008 — III кинофестиваль «Вече» — одна из семи статуэткок «Вера» — за главную роль в фильме «Слуга Государев»[1]

## Творчество

### Роли в театре

#### Московский музыкальный театр для детей и юношества «На Басманной»
- «Доходное место» — Жадов
- «Моя прекрасная леди» — Хиггинс
- «Нервные люди» — Фарфоров

#### Антрепризы
- «Точка чести» (2002, РАМТ, реж. Андрей Рыклин)
- «Клинический случай» (2008, Театральное агентство «Арт-Партнёр XXI») — Сержант
- «Приворотное зелье» (2012, Театральная компания «Маскарад») — Каллимако
- «Сосед на неделю» (2013, Театральное агентство «Арт-Партнёр XXI», реж. Валерий Гаркалин) — Мартин

### Фильмография
1. 2001 — Next — охранник Фёдора Павловича Лаврикова («Лавра»)
2. 2007 — Бальзаковский возраст, или Все мужики сво… 3 — Звонарёв, учитель, попутчик Аллы Приходько в аэропорту
3. 2007 — Большая игра — Михаил Баженов
4. 2007 — Слуга государев — шевалье Шарль де Брезе
5. 2008 — Августейший посол (фильм не вышел в прокат) — граф де Сен Жуаль
6. 2008 — Две судьбы. Новая жизнь — Григорий «Мальборо»
7. 2008 — Монтекристо — Максим Орлов
8. 2008 — Счастливого пути — Сергей, юрист
9. 2009 — Весельчаки — врач, друг Фиры
10. 2009 — Как же быть сердцу — Андрей
11. 2010 — Дальше любовь — Юрий
12. 2010 — Для начинающих любить — Андрей
13. 2010 — Дочки-матери — Андрей Соколов
14. 2010 — Когда зацветёт багульник — Иван Сергеевич Хлебников, капитан милиции
15. 2010 — Когда на юг улетят журавли… (Украина) — Иван Михайлович Журбин, бизнесмен, спонсор детского дома «Улыбка», брат Петра
16. 2010 — Масакра — Владимир Пазуркевич, граф-оборотень
17. 2010 — Черкизона. Одноразовые люди — Сергей Виноградов, хирург
18. 2011 — Бомбила — Артём Горохов
19. 2011 — Рыжик в зазеркалье — Морис, Себастьян
20. 2011 — Моя новая жизнь — Роман Вольдемарович, преподаватель Аси
21. 2011—2023 — Склифосовский — Пётр Викторович Пастухов (1—4, 10-11 сезоны) с 1-й по 26-ю и с 54-й по 57-ю серию — сосудистый хирург в отделении неотложной хирургии, с 27-й по 53-ю серию — заведующий отделением неотложной хирургии, с 58-й по 82-ю серию — сотрудник Министерства Здравоохранения
22. 2011—2016 — Светофор — Эдуард Сергеевич Серов, закоренелый холостяк по жизни (характеризует зелёный цвет)
23. 2013 — Переезд — Олег Николаевич Веселовский, врач-хирург
24. 2013 — Пропавший без вести — Сергей Тихонов, бывший оперативник, бизнесмен
25. 2013 — Фальшивая нота — Вячеслав Юрьевич Гаряев, архитектор, отец Кирилла
26. 2014 — Новогодний рейс — Никита, брат Веры
27. 2014 — Любовь напрокат — Александр
28. 2015 — Соучастники — Эдуард Васильев, муж Ольги
29. 2015 — Коммуналка — Михаил
30. 2015 — Восьмидесятые (серии № 77-90) — Илья Борисович Антонов, редактор отдела «Общество» в советском журнале «Огонёк»
31. 2015 — Жизнь только начинается — Пётр Иванович Свистунов, врач-психотерапевт
32. 2015 — Последний рубеж — главный врач
33. 2015 — Точка невозврата — Григорьев
34. 2016 — Неваляшка — Дмитрий Борщёв
35. 2017 — Анна Каренина — Александр Кириллович Вронский, граф, брат Алексея Вронского
36. 2017 — За пять минут до января — Андрей Савицкий
37. 2017 — Не вместе — Андрей Чесноков
38. 2017 — Бумеранг — Дмитрий Сверчков, фотограф, муж хореографа Агнессы Сверчковой
39. 2017 — Жестокий мир мужчин — Сергей Каверин
40. 2018 — Ищейка 2 — Сергей Леонидович Лобашов / Пётр Иноземцев
41. 2018 — Разлучница — Сергей
42. 2018 — Хорошая жена — Виталий Калинин, юрист, адвокат в юридической фирме «Швец, Гранова, Калинин и партнёры», университетский друг Алисы Филипповой
43. 2019 — Возвращение — Олег, муж Вики
44. 2019 — Святая ложь — Михаил
45. 2020 — Роковое наследие — Алексей Славин
46. 2020 — Андреевский флаг — Cергей Григорьевич Чернобаевский, капитан 2-го ранга, командир подводной лодки Балтийского флота ВМФ РФ, сын вице-адмирала Григория Чернобаевского
47. 2020 — Ищейка 4 — Пётр Иноземцев
48. 2020 — Закаты и рассветы — Кирилл Андреев, майор полиции, начальник уголовного розыска города Зареченска
49. 2020 — Виктория — Максим, агент чемпиона Европы по боям без правил Кирилла Суворова
50. 2020 — Ищейка 5 — Пётр Иноземцев
51. 2020 — Под прикрытием — «Бес»
52. 2021 — Котейка — Игорь Михайлович Горшков, майор полиции, следователь[2]
53. 2021 — Везунчик (короткометражный) — человек
54. 2021 — Западня — Лушин, главный инженер завода «Кристалл»
55. 2021 — Нефутбол — Кудрявцев
56. 2021 — Чемпион мира — Виталий Иванович Севастьянов
57. 2021 — Тайна Лилит — Павел Кретов \ Глеб Чурилов
58. 2021 — Призвание — Владимир Чеянов
59. 2022 — Агентство «Справедливость» — Константин Холмогоров
60. 2024 — Варшава'21 — Вячеслав Васильев
61. 2025 — Артек. Сквозь столетия — папа Мити
62. 2026 — Вампиры средней полосы 3 — Демид